# Andrusijów
Andrusijów (ukr. Андрусіїв, Andrusijiw) – wieś na Ukrainie, w obwodzie rówieńskim, w rejonie rówieńskim, w hromadzie Hoszcza. W 2001 liczyła 351 mieszkańców.
W okresie międzywojennym wieś znajdowała się w granicach II RP, wchodząc w skład gminy Międzyrzec w powiecie rówieńskim, w województwie wołyńskim.